# Danh sách nhà vô địch cúp châu Âu cấp câu lạc bộ

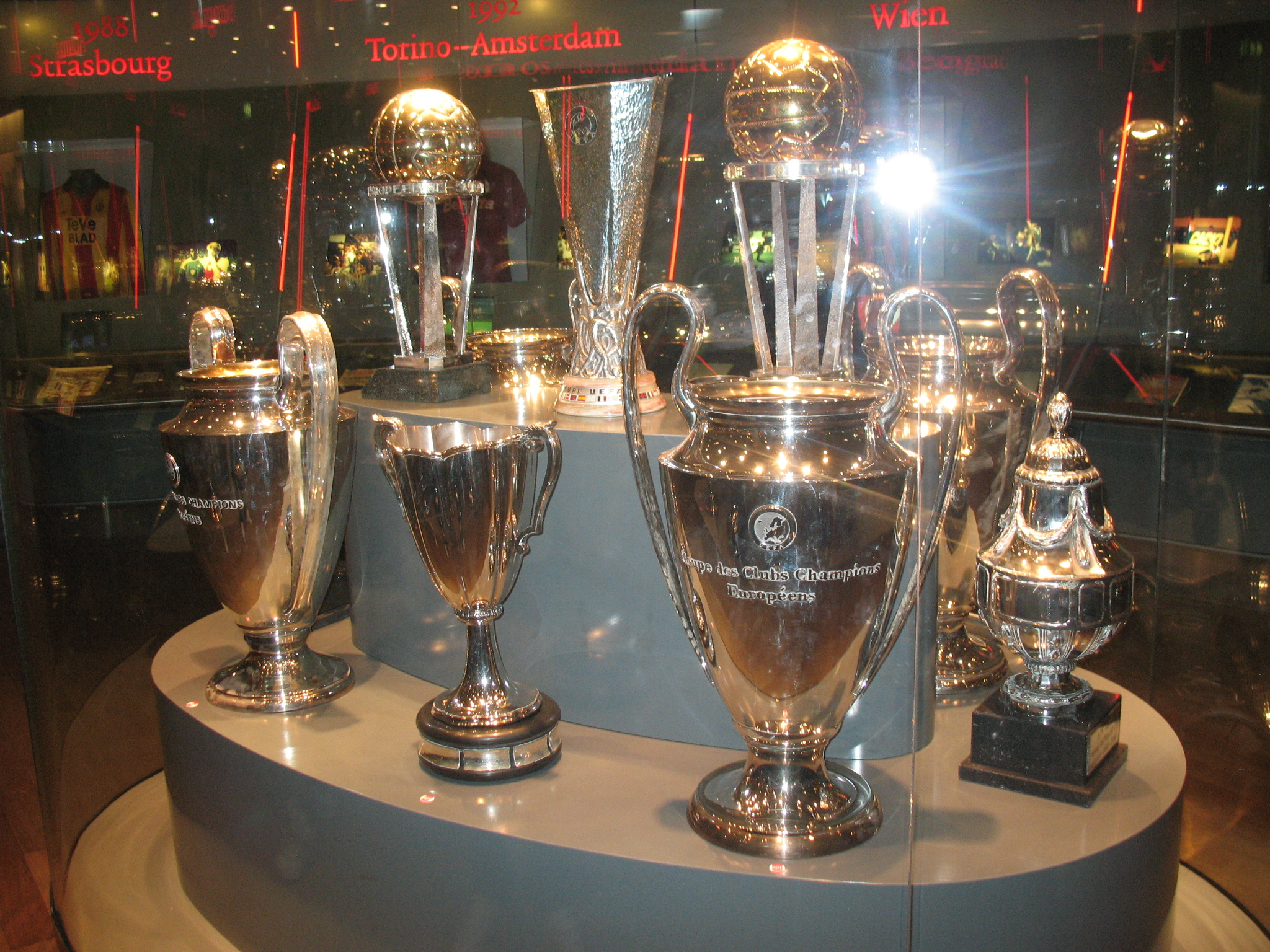
Những danh hiệu quốc tế của Ajax trưng bày tại bảo tàng của câu lạc bộ. Đội bóng Hà Lan là một trong năm đội từng đăng quang tại ba giải đấu chính cấp câu lạc bộ của UEFA: Cúp C1/Champions League (4), Cup Winners' Cup (1) và UEFA Cup (1).

Liên đoàn bóng đá châu Âu (UEFA) là đơn vị quản lý bóng đá tại châu Âu. Đơn vị này hiện đang nắm quyền tổ chức ba giải đấu cấp câu lạc bộ: UEFA Champions League (trước đây mang tên Cúp C1), UEFA Europa League (trước là Cúp UEFA), UEFA Europa Conference League và Siêu cúp châu Âu. UEFA còn chịu trách nhiệm đăng cai Cup Winners' Cup và Cúp Intertoto, cho đến khi hai giải đấu này lần lượt chấm dứt tổ chức vào các năm 1999 và 2008. Đơn vị này và Liên đoàn bóng đá Nam Mỹ là đồng tổ chức Cúp liên lục địa - giải đấu diễn ra lần cuối vào năm 2004, trước khi nó bị thay thế bởi giải vô địch bóng đá thế giới các câu lạc bộ của FIFA.
Câu lạc bộ của Tây Ban Nha Real Madrid hiện đang nắm giữ kỷ lục với thành tích có tổng cộng 24 danh hiệu tại đấu trường châu Âu, với 7 chức vô địch nhiều hơn Milan (Ý). Đội bóng duy nhất từng giành ngôi vương ở mọi giải đấu cúp châu Âu của UEFA là Juventus (Ý). Ngày 12 tháng 7 năm 1988, họ vinh dự nhận Huy hiệu UEFA nhằm ghi nhận chiến tích đoạt ba cúp vô địch liên đoàn theo từng mùa – UEFA Cup vào năm 1977, Cup Winners' Cup vào năm 1984 và Cúp C1 vào năm 1985. Sau đó Juventus đoạt Siêu Cúp đầu tiên vào năm 1984, Cúp liên lục địa đầu tiên vào năm 1985 và Cúp Intertoto vào năm 1999.
Các đại diện đến từ Tây Ban Nha giành nhiều danh hiệu nhất (64), xếp sau là những đội bóng từ Ý (48) và Anh (40). Ý là quốc gia duy nhất trong lịch sử bóng đá châu Âu có các đội vô địch ba giải đấu chính trong cùng mùa giải: vào mùa 1989–90, Milan bảo vệ thành công danh hiệu Cúp C1, Sampdoria đoạt ngôi vương Cup Winners' Cup còn Juventus cũng giành nốt cúp UEFA Cup.
Trong khi Cúp Inter-Cities Fairs được coi là tiền thân của UEFA Cup, tuy nhiên vì không được UEFA công nhận chính thức nên những thành công ở giải đấu đó đều không tính trong danh sách này. Có hai trường hợp tương tự khác là Siêu cúp châu Âu 1972 - trận đấu cũng bị coi là không chính thức và Club World Cup - một giải đấu do FIFA tổ chức.

## Danh sách cụ thể

### Theo câu lạc bộ
Real Madrid nắm giữ kỷ lục về tổng số lần đăng quang nhiều nhất (25 danh hiệu), kế tiếp là Milan (17 danh hiệu). Các đội bóng của Tây Ban Nha cũng giữ kỷ lục về số lần vô địch ở từng sân chơi trong ba giải đấu cấp câu lạc bộ chính của UEFA: Real Madrid có 15 danh hiệu Cúp C1/UEFA Champions League, Sevilla sở hữu 7 danh hiệu UEFA Cup/UEFA Europa League còn Barcelona có 4 danh hiệu Cup Winners' Cup. Milan chia sẻ nhiều chiến thắng Siêu cúp nhất với Barcelona và Real Madrid (5 lần cho mỗi đội). Những đội bóng của Đức gồm Hamburg, Schalke 04 và Stuttgart cùng đội bóng của Tây Ban Nha Villarreal đang là những kỷ lục gia về số danh hiệu UEFA Intertoto Cup giành được (2 lần).
Trước khi Europa Conference League được thành lập vào mùa 2021–22, Juventus, Ajax, Bayern Munich, Chelsea và Manchester United là những đội bóng duy nhất từng lên ngôi ở cả ba đấu trường châu Âu chính của UEFA (Cúp C1/UEFA Champions League, Cup Winners' Cup, UEFA Cup/UEFA Europa League). Tuy nhiên Juventus lại là đội duy nhất từng đăng quang ở mọi giải đấu của UEFA, nếu tính thêm cả đấu trường Siêu cúp, Cúp Intertoto và Cúp liên lục địa.
Bảng danh sách dưới đây liệt kê tất cả các câu lạc bộ từng giành ít nhất một danh hiệu cúp châu Âu và được cập nhật đến nay (sắp xếp theo thứ tự thời gian).
Từ khóa
| UCL  | Cúp C1/UEFA Champions League          |
| UEL  | Cúp UEFA/UEFA Europa League           |
| UECL | UEFA Europa Conference League         |
| CWC  | UEFA Cup Winners' Cup (ngừng tổ chức) |
| UIC  | Cúp Intertoto (ngừng tổ chức)         |
| USC  | Siêu cúp châu Âu                      |
| IC   | Cúp liên lục địa (ngừng tổ chức)      |

| Câu lạc bộ               | Quốc gia    | UCL | UEL | UECL | CWC | UIC | USC | IC | Tổng cộng |
| ------------------------ | ----------- | --- | --- | ---- | --- | --- | --- | -- | --------- |
| Real Madrid              | Tây Ban Nha | 15  | 2   | 0    | 0   | 0   | 6   | 3  | 26        |
| Milan                    | Ý           | 7   | 0   | 0    | 2   | 0   | 5   | 3  | 17        |
| Barcelona                | Tây Ban Nha | 5   | 0   | 0    | 4   | 0   | 5   | 0  | 14        |
| Bayern Munich            | Đức         | 6   | 1   | 0    | 1   | 0   | 2   | 2  | 12        |
| Liverpool                | Anh         | 6   | 3   | 0    | 0   | 0   | 3   | 0  | 12        |
| Juventus                 | Ý           | 2   | 3   | 0    | 1   | 1   | 2   | 2  | 11        |
| Ajax                     | Hà Lan      | 4   | 1   | 0    | 1   | 0   | 2   | 2  | 10        |
| Internazionale           | Ý           | 3   | 3   | 0    | 0   | 0   | 0   | 2  | 8         |
| Chelsea                  | Anh         | 2   | 2   | 0    | 2   | 0   | 2   | 0  | 8         |
| Sevilla                  | Tây Ban Nha | 0   | 7   | 0    | 0   | 0   | 1   | 0  | 8         |
| Atlético Madrid          | Tây Ban Nha | 0   | 3   | 0    | 1   | 0   | 3   | 1  | 8         |
| Manchester United        | Anh         | 3   | 1   | 0    | 1   | 0   | 1   | 1  | 7         |
| Porto                    | Bồ Đào Nha  | 2   | 2   | 0    | 0   | 0   | 1   | 2  | 7         |
| Anderlecht               | Bỉ          | 0   | 1   | 0    | 2   | 0   | 2   | 0  | 5         |
| Valencia                 | Tây Ban Nha | 0   | 1   | 0    | 1   | 1   | 2   | 0  | 5         |
| Feyenoord                | Hà Lan      | 1   | 2   | 0    | 0   | 0   | 0   | 1  | 4         |
| Hamburger SV             | Đức         | 1   | 0   | 0    | 1   | 2   | 0   | 0  | 4         |
| Parma                    | Ý           | 0   | 2   | 0    | 1   | 0   | 1   | 0  | 4         |
| Nottingham Forest        | Anh         | 2   | 0   | 0    | 0   | 0   | 1   | 0  | 3         |
| Manchester City          | Anh         | 1   | 0   | 0    | 0   | 0   | 1   | 1  | 3         |
| Borussia Dortmund        | Đức         | 1   | 0   | 0    | 1   | 0   | 0   | 1  | 3         |
| Aston Villa              | Anh         | 1   | 0   | 0    | 0   | 1   | 1   | 0  | 3         |
| Tottenham Hotspur        | Anh         | 0   | 2   | 0    | 1   | 0   | 0   | 0  | 3         |
| Schalke 04               | Đức         | 0   | 1   | 0    | 0   | 2   | 0   | 0  | 3         |
| Villarreal               | Tây Ban Nha | 0   | 1   | 0    | 0   | 2   | 0   | 0  | 3         |
| West Ham United          | Anh         | 0   | 0   | 1    | 1   | 0   | 1   | 0  | 3         |
| Dynamo Kyiv              | Ukraine     | 0   | 0   | 0    | 2   | 0   | 1   | 0  | 3         |
| Benfica                  | Bồ Đào Nha  | 2   | 0   | 0    | 0   | 0   | 0   | 0  | 2         |
| PSV Eindhoven            | Hà Lan      | 1   | 1   | 0    | 0   | 0   | 0   | 0  | 2         |
| Marseille                | Pháp        | 1   | 0   | 0    | 0   | 1   | 0   | 0  | 2         |
| Steaua București         | România     | 1   | 0   | 0    | 0   | 0   | 1   | 0  | 2         |
| Sao Đỏ Beograd           | Serbia      | 1   | 0   | 0    | 0   | 0   | 0   | 1  | 2         |
| Borussia Mönchengladbach | Đức         | 0   | 2   | 0    | 0   | 0   | 0   | 0  | 2         |
| IFK Göteborg             | Thụy Điển   | 0   | 2   | 0    | 0   | 0   | 0   | 0  | 2         |
| Eintracht Frankfurt      | Đức         | 0   | 2   | 0    | 0   | 0   | 0   | 0  | 2         |
| Galatasaray              | Thổ Nhĩ Kỳ  | 0   | 1   | 0    | 0   | 0   | 1   | 0  | 2         |
| Zenit St. Petersburg     | Nga         | 0   | 1   | 0    | 0   | 0   | 1   | 0  | 2         |
| Paris Saint-Germain      | Pháp        | 0   | 0   | 0    | 1   | 1   | 0   | 0  | 2         |
| Werder Bremen            | Đức         | 0   | 0   | 0    | 1   | 1   | 0   | 0  | 2         |
| VfB Stuttgart            | Đức         | 0   | 0   | 0    | 0   | 2   | 0   | 0  | 2         |
| Aberdeen                 | Scotland    | 0   | 0   | 0    | 1   | 0   | 1   | 0  | 2         |
| KV Mechelen              | Bỉ          | 0   | 0   | 0    | 1   | 0   | 1   | 0  | 2         |
| Lazio                    | Ý           | 0   | 0   | 0    | 1   | 0   | 1   | 0  | 2         |
| Celtic                   | Scotland    | 1   | 0   | 0    | 0   | 0   | 0   | 0  | 1         |
| Bayer Leverkusen         | Đức         | 0   | 1   | 0    | 0   | 0   | 0   | 0  | 1         |
| CSKA Moscow              | Nga         | 0   | 1   | 0    | 0   | 0   | 0   | 0  | 1         |
| Ipswich Town             | Anh         | 0   | 1   | 0    | 0   | 0   | 0   | 0  | 1         |
| Napoli                   | Ý           | 0   | 1   | 0    | 0   | 0   | 0   | 0  | 1         |
| Shakhtar Donetsk         | Ukraine     | 0   | 1   | 0    | 0   | 0   | 0   | 0  | 1         |
| Roma                     | Ý           | 0   | 0   | 1    | 0   | 0   | 0   | 0  | 1         |
| Arsenal                  | Anh         | 0   | 0   | 0    | 1   | 0   | 0   | 0  | 1         |
| Dinamo Tbilisi           | Georgia     | 0   | 0   | 0    | 1   | 0   | 0   | 0  | 1         |
| Everton                  | Anh         | 0   | 0   | 0    | 1   | 0   | 0   | 0  | 1         |
| Fiorentina               | Ý           | 0   | 0   | 0    | 1   | 0   | 0   | 0  | 1         |
| Magdeburg                | Đức         | 0   | 0   | 0    | 1   | 0   | 0   | 0  | 1         |
| Rangers                  | Scotland    | 0   | 0   | 0    | 1   | 0   | 0   | 0  | 1         |
| Real Zaragoza            | Tây Ban Nha | 0   | 0   | 0    | 1   | 0   | 0   | 0  | 1         |
| Sampdoria                | Ý           | 0   | 0   | 0    | 1   | 0   | 0   | 0  | 1         |
| Slovan Bratislava        | Slovakia    | 0   | 0   | 0    | 1   | 0   | 0   | 0  | 1         |
| Sporting CP              | Bồ Đào Nha  | 0   | 0   | 0    | 1   | 0   | 0   | 0  | 1         |
| Auxerre                  | Pháp        | 0   | 0   | 0    | 0   | 1   | 0   | 0  | 1         |
| Bastia                   | Pháp        | 0   | 0   | 0    | 0   | 1   | 0   | 0  | 1         |
| Bologna                  | Ý           | 0   | 0   | 0    | 0   | 1   | 0   | 0  | 1         |
| Bordeaux                 | Pháp        | 0   | 0   | 0    | 0   | 1   | 0   | 0  | 1         |
| Braga                    | Bồ Đào Nha  | 0   | 0   | 0    | 0   | 1   | 0   | 0  | 1         |
| Celta Vigo               | Tây Ban Nha | 0   | 0   | 0    | 0   | 1   | 0   | 0  | 1         |
| Fulham                   | Anh         | 0   | 0   | 0    | 0   | 1   | 0   | 0  | 1         |
| Guingamp                 | Pháp        | 0   | 0   | 0    | 0   | 1   | 0   | 0  | 1         |
| Karlsruhe                | Đức         | 0   | 0   | 0    | 0   | 1   | 0   | 0  | 1         |
| Lens                     | Pháp        | 0   | 0   | 0    | 0   | 1   | 0   | 0  | 1         |
| Lille                    | Pháp        | 0   | 0   | 0    | 0   | 1   | 0   | 0  | 1         |
| Lyon                     | Pháp        | 0   | 0   | 0    | 0   | 1   | 0   | 0  | 1         |
| Málaga                   | Tây Ban Nha | 0   | 0   | 0    | 0   | 1   | 0   | 0  | 1         |
| Montpellier              | Pháp        | 0   | 0   | 0    | 0   | 1   | 0   | 0  | 1         |
| Newcastle United         | Anh         | 0   | 0   | 0    | 0   | 1   | 0   | 0  | 1         |
| Perugia                  | Ý           | 0   | 0   | 0    | 0   | 1   | 0   | 0  | 1         |
| Strasbourg               | Pháp        | 0   | 0   | 0    | 0   | 1   | 0   | 0  | 1         |
| Silkeborg                | Đan Mạch    | 0   | 0   | 0    | 0   | 1   | 0   | 0  | 1         |
| Troyes                   | Pháp        | 0   | 0   | 0    | 0   | 1   | 0   | 0  | 1         |
| Udinese                  | Ý           | 0   | 0   | 0    | 0   | 1   | 0   | 0  | 1         |
| Atlanta                  | Ý           | 0   | 1   | 0    | 0   | 0   | 0   | 0  | 1         |
| Olympiakos               | Hy Lạp      | 0   | 0   | 1    | 0   | 0   | 0   | 0  | 1         |

### Theo quốc gia
Các câu lạc bộ của Tây Ban Nha hiện đang thành công nhất tại đấu trường châu Âu với tổng cộng 66 danh hiệu, đồng thời nắm giữ kỷ lục nhiều lần đăng quang nhất tại Cúp C1/UEFA Champions League (21), Siêu cúp châu Âu (16) và UEFA Cup/UEFA Europa league (13). Các đội của Ý đứng thứ hai với 49 danh hiệu và có nhiều chiến thắng nhất tại Cúp liên lục địa (7). Ở vị trí thứ 3, các đội bóng của Anh sở hữu 40 danh hiệu, bao gồm cả kỷ lục 8 lần lên ngôi tại Cup Winners' Cup. Các đại diện của Pháp xếp thứ 6 về số danh hiệu cúp châu Âu với nhiều lần vô địch cúp Intertoto nhất (12). Các đội của Ý là trường hợp duy nhất trong lịch sử bóng đá châu Âu từng đăng quang ba giải đấu chính của UEFA trong cùng một mùa bóng (1989–90).
Bảng danh sách dưới đây liệt kê tất cả những quốc gia có các câu lạc từng giành ít nhất một danh hiệu cúp châu Âu và được cập nhật đến nay (sắp xếp theo thứ tự thời gian).
Từ khóa
| UCL  | Cúp C1 hoặc UEFA Champions League     |
| UEL  | UEFA Cup hoặc UEFA Europa League      |
| UECL | UEFA Europa Conference League         |
| CWC  | UEFA Cup Winners' Cup (ngừng tổ chức) |
| UIC  | Cúp Intertoto (ngừng tổ chức)         |
| USC  | Siêu cúp châu Âu                      |
| IC   | Cúp liên lục địa (ngừng tổ chức)      |

| Quốc gia    | UCL | UEL | UECL | CWC | USC | UIC | IC | Tổng cộng |
| ----------- | --- | --- | ---- | --- | --- | --- | -- | --------- |
| Tây Ban Nha | 21  | 14  | 0    | 7   | 17  | 5   | 4  | 68        |
| Ý           | 12  | 9   | 1    | 7   | 9   | 4   | 7  | 49        |
| Anh         | 15  | 9   | 1    | 8   | 10  | 4   | 1  | 48        |
| Đức*        | 8   | 6   | 0    | 5   | 2   | 8   | 3  | 31        |
| Hà Lan      | 6   | 4   | 0    | 1   | 2   | 0   | 3  | 16        |
| Pháp        | 1   | 0   | 0    | 1   | 0   | 12  | 0  | 14        |
| Bồ Đào Nha  | 4   | 2   | 0    | 1   | 1   | 1   | 2  | 11        |
| Bỉ          | 0   | 1   | 0    | 3   | 3   | 0   | 0  | 7         |
| Scotland    | 1   | 0   | 0    | 2   | 1   | 0   | 0  | 4         |
| Ukraina     | 0   | 1   | 0    | 2   | 1   | 0   | 0  | 4         |
| Nga         | 0   | 2   | 0    | 0   | 1   | 0   | 0  | 3         |
| România     | 1   | 0   | 0    | 0   | 1   | 0   | 0  | 2         |
| Serbia      | 1   | 0   | 0    | 0   | 0   | 0   | 1  | 2         |
| Thụy Điển   | 0   | 2   | 0    | 0   | 0   | 0   | 0  | 2         |
| Thổ Nhĩ Kỳ  | 0   | 1   | 0    | 0   | 1   | 0   | 0  | 2         |
| Gruzia      | 0   | 0   | 0    | 1   | 0   | 0   | 0  | 1         |
| Slovakia    | 0   | 0   | 0    | 1   | 0   | 0   | 0  | 1         |
| Đan Mạch    | 0   | 0   | 0    | 0   | 0   | 1   | 0  | 1         |

* = Kỷ lục của Đức có tính cả Đông Đức và Tây Đức.